# Sarinyena
Sarinyena (aragonès) o Sariñena (castellà) és un municipi aragonès situat a la província d'Osca i enquadrat a la comarca dels Monegres, de la qual és la capital.

## Geografia
Sarinyena està situada a 281 msnm, al nord de la Serra d'Alcubierre i en una zona de transició entre la part central de la depressió de l'Ebre i la part meridional de la plana d'Osca. La localitat es troba entre les conques dels rius Alcanadre i Flumen, els quals s'uneixen a pocs kilòmetres al sud del municipi.
La vila de Sarinyena ascendeix des de la riba del riu Alcanadre, a l'est, fins a un altiplà que separa ambdues conques hidrològiques. A l'oest del terme es troba la Llacuna de Sarinyena, les aigües de la qual ocupen una depressió d'aquest altiplà. De fet, la població s'organitza en tres nivells diferents, riu, turó i nivell mitjà, que s'estructuren de nord a sud segons el mateix relleu.
El paisatge presenta un gran contrast entre la part baixa, propera al riu, i els barris més alts. Així, els terrenys d'horts, amb més de mil anys d'antiguitat i centenars de parcel·les dedicades al cultiu d'hortalisses i arbres fruiters, donen pas a les parcel·les del turó, dedicades de forma tradicional al cultiu de secà. Només en els darrers anys, gràcies als plans de regadiu del Canal dels Monegres i del Canal del Cinca, moltes d'aquestes àrees s'han convertit en productius cultius de cereals i farratge.

## Història
L'origen de la vila es remunta a l'època romana, tot i que existeixen a la rodalia diferents indicis d'assentaments anteriors. Conquerida pels àrabs, fou reconquerida l'any 1100 pel rei Pere I d'Aragó. Més tard, al mes d'octubre de 1170, el rei Alfons II li concedí la Carta de població, amb el permís per a construir séquies als rius Flumen i Alcanadre.
El 1381, Sarinyena va obtenir el permís per a celebrar fires i mercats, tot i que fins al 1422 no rebria l'autorització per a construir un pont sobre el riu Alcanadre i cobrar peatge pel seu ús.
Ja al segle xx, Sarinyena va tenir un paper destacat durant la Guerra Civil espanyola, esdevenint, fins a la seva conquesta, el principal aeròdrom militar del bàndol republicà a l'Aragó.

## Demografia
| 1877  | 1900  | 1920  | 1950  | 1970  | 1991  | 1996  | 2001  | 2006  | 2009  |
| ----- | ----- | ----- | ----- | ----- | ----- | ----- | ----- | ----- | ----- |
| 3.364 | 3.205 | 3.659 | 3.183 | 3.801 | 4.227 | 4.058 | 3.984 | 4.152 | 4.455 |

## Economia
L'economia de Sarinyena té la seva base a l'agricultura, donat que està situada en una de les principals àrees de regadiu de tota la península Ibèrica.
Tot i així, la vila disposa de diverses indústries agroalimentàries, especialitzades en la producció de pinsos i forratge. El sector secundari és limitat, malgrat l'expansió dels darrers anys, i es fa present mitjançant una fàbrica de reciclatge de plàstic i una de producció d'envassos plàstics.
Respecte al sector terciari, la localitat de Sarinyena és un centre de serveis d'abast comarcal, amb diferents equipaments i empreses dirigides a la mateixa població i el seu entorn més immediat.

## Organització política i administrativa

### Nuclis de població del municipi
A banda de la vila de Sarinyena, cap del terme, el municipi acull els següents termes de població:
- Sarinyena (capital)
- La Cartoixa de Monegres
- Lastanosa
- La Masadera
- Pallaruelo de Monegres
- Sant Joan del Flumen

### Alcaldes de la localitat
| Període   | Alcalde                 | Partit |  |
| --------- | ----------------------- | ------ |  |
| 1987-1991 | José Antonio Martínez   | IU     |  |
| 1991-1995 | Ángel Mirallas Marías   | PSOE   |  |
| 1995-1999 | Ángel Mirallas Marías   | PSOE   |  |
| 1999-2003 | Antonio Torres JR.      | PP     |  |
| 2003-2007 | Antonio Torres JR.      | PP     |  |
| 2007-2011 | Lorena Canales Miralles | PSOE   |  |
| 2011-2019 | Francisco Villllas Laín | PP     |  |
| 2019-     | Juan Escalzo            | PSOE   |  |

## Fills il·lustres
- José Porta (1890-1929) violinista

## El camp d'aviació de Sarinyena
La població de Sarinyena va tenir un paper estratègic important durant la Guerra Civil espanyola. Va ser un destacat nucli de comunicacions i centre neuràlgic de les operacions republicanes a l'Aragó. A més l'aeròdrom de Sarinyena va ser el camp d'aviació més important de tot el front d'Aragó

## Localitats agermanades
La vila de Sarinyena es troba agermanada amb:
- Mesin, França